# نئوکنفوسیونیسم

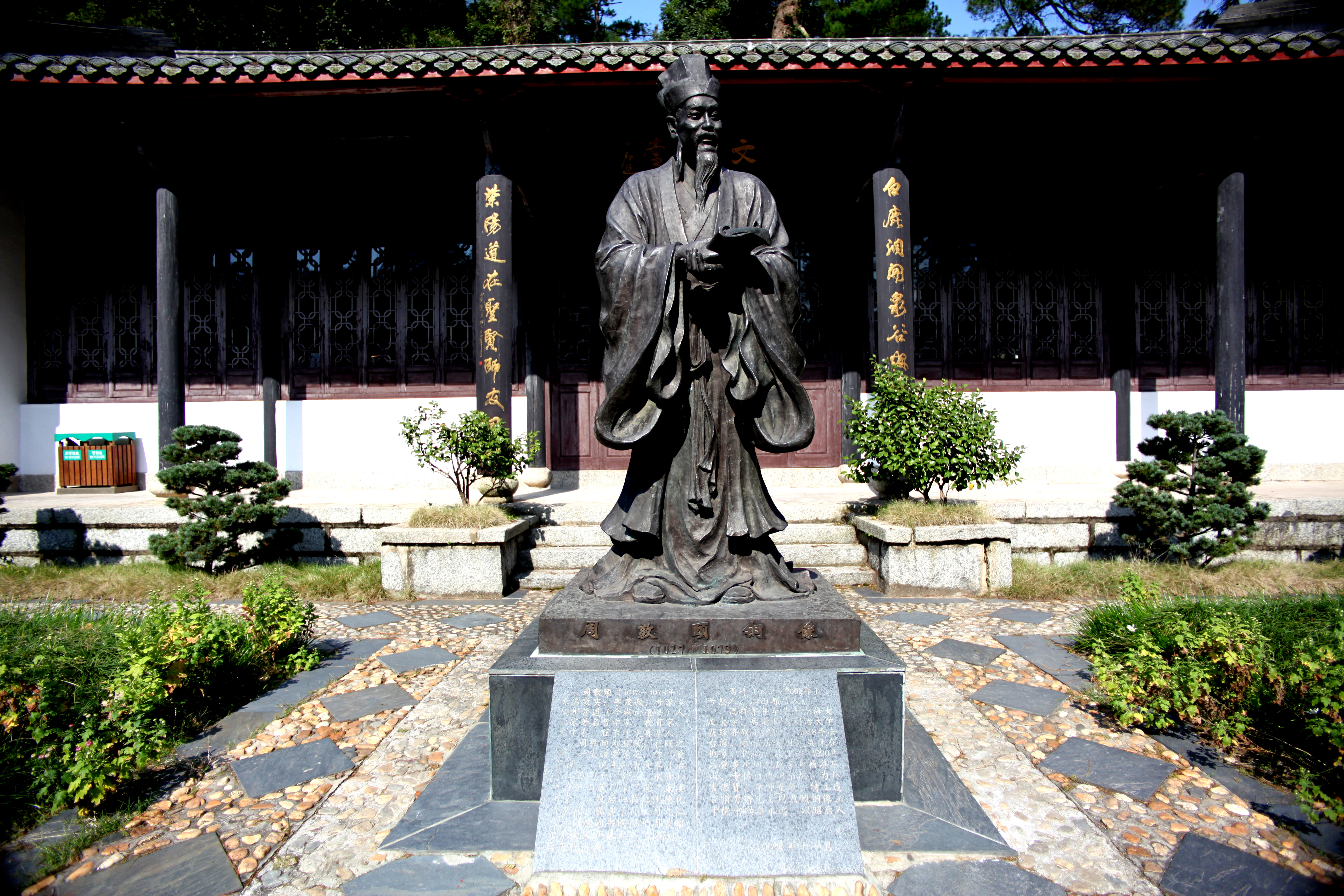
نِئوکُنفوسیانیسم

نِئوکُنفوسیانیسم (به انگلیسی: Neo-Confucianism) یا مکتب نوکُنفوسیانیسم یا مکتب فراکُنفوسیانیسم، نسخهٔ متأخرتر و تغییریافتهٔ آیین کنفوسیانیسم است و البته از مبدأ خود، کنفوسیانیسم، بسیار فراتر رفته‌است.
این آیین از زمان دودمان سونگ شروع به گسترش کرد و در اواخر دودمان مینگ تقریباً کامل شد. ریشه‌های آن را می‌توان در اوایل دودمان تانگ، به‌ویژه در تعالیم تنگ زی تیان مشاهده کرد.
این آیین تأثیر عمده‌ای بر کشورهای شرق آسیا، از جمله چین، ژاپن، کره و ویتنام گذاشته‌است. زو زای را بزرگ‌ترین استاد نئوکنفوسیانیسم در دودمان سونگ، و وانگ یانگ‌مینگ را بزرگ‌ترین استاد در دودمان مینگ می‌دانند، اما ضدیت‌ها و ناسازگاری‌هایی میان مکتب زای و وانگ وجود دارد.